# Potravlje
Potravlje is een plaats in de gemeente Hrvace in de Kroatische provincie Split-Dalmatië. De plaats telt 823 inwoners (2001).